# Cope (Carolina del Sud)
Cope è un comune degli Stati Uniti d'America, situato in Carolina del Sud, nella Contea di Orangeburg.